# Homestead-Miami Speedway

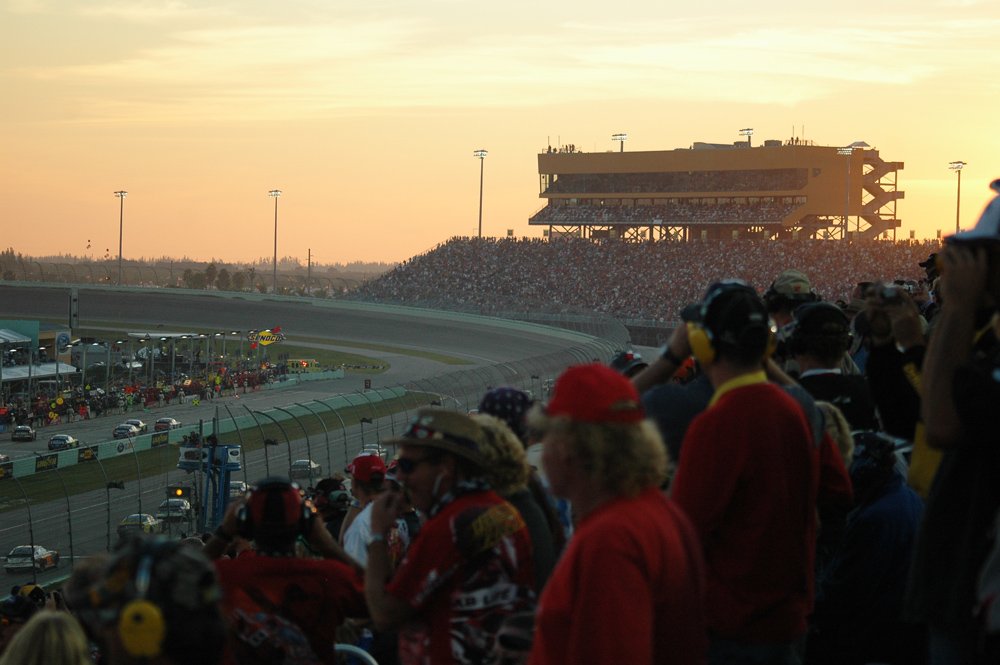
Homestead Miami Speedway.

Homestead-Miami Speedway är en ovalbana belägen några mil söder om Miami, Florida, USA, och nära Homestead. Banan ägs av Homestead stad och förvaltas av International Speedway Corporation.

## Historia
Homestead öppnade 1995, med ett race i Nascar Busch Series. Dale Jarrett blev banans förste vinnare. Den var till en början formad som Indianapolis Motor Speedway med tvärare kurvor, fast kortare i längd, men byggdes senare om till en standardbana för medelovaler, med runda och bankade (från och med 2003). Även lysen installerades vid den sista ombyggnaden, och de används både för IndyCar Series och Nascar Sprint Cup Series. 2009 blev Homestead den första banan som arrangerat finalen av IndyCar och Nascar samma år. Mellan 2002 och 2019 var Homestead arrangör av Nascar:s säsongfinal.

## Bansträckningar

Speedway
Road course
Modified Road Course